# (17060) Mikecombi
(17060) Mikecombi est un astéroïde de la ceinture principale.

## Description
(17060) Mikecombi est un astéroïde de la ceinture principale. Il fut découvert le 9 avril 1999 à la station Anderson Mesa par le programme LONEOS. Il présente une orbite caractérisée par un demi-grand axe de 2,55 UA, une excentricité de 0,15 et une inclinaison de 12,2° par rapport à l'écliptique.

## Compléments